# Бригите Райман
Бригите Райман (на немски: Brigitte Reimann) е германска сценаристка и писателка на произведения в жанра социална драма. Произведенията на писателката показват как младото поколение интелектуалци е преживяло развитието на ГДР през 50-те и 60-те години.

## Биография и творчество
Бригите Райман е родена на 21 юли 1933 г. в Бург, Германия, в семейството на банкера Вили и Елизабет Рейман. Тя е най-голямата и има двама братя и сестра. В гимназията в Бург води аматьорска игрална група и пише малки пиеси за тях, което я стимулира да иска да бъде писателка. На 14-годишна възраст заболява от полиомиелит и прекара шест месеца в отделение за хоспитализация в болниците в Бург и Магдебург. След лечението си продължава да учи. През 1941 г. става член на Свободната германска младеж, а през 1950 г. получава медал за агитационна работа. Също през 1950 г. получава награда в конкурс за идеи за любителски пиеси и награда за най-добро есе за Сталин. Участва през 1951 г. в Третия конгрес на Дружеството за германско-съветско приятелство в Берлин като делегат от област Бург.
След завършване на гимназията през 1951 г. и посещаване на кратък педагогически курс в Щасфурт, първоначално работи като начален учител. През 1952 г., заедно с работата си, започва да пише разкази и романи. През 1953 г. е приета в новосъздадената Работната група от млади автори на Германската асоциация на писателите в Магдебург, чиято задача е да популяризира младите литературни таланти и се среща с известни писатели.
През 1953 г. се омъжва за първия си съпруг Гюнтер Домник. Ражда преждевременно следващата година и прави опит за самоубийство. След като през 1957 г. съпругът ѝ е задържан и осъден по политически причини. За да му помогне, в периода 1957 – 1958 г. става сътрудник на Държавна сигурност. След освобождаването му през 1958 г. се развеждат.
След като през 1954 г. работи за кратко като продавач на книги, от 1955 г. тя се посвещава на писателската си кариера. През 1955 г. са публикувани първите ѝ разкази, сред които „Der Tod der schönen Helena“ (Смъртта на красивата Елена). През 1956 г. са публикувани разказите ѝ „Die Frau am Pranger“ (Жената на позорния стълб) и „Kinder von Hellas“ (Децата на Елада). Същата година посещава курс за сценаристи и на 9 ноември е приета в Съюза на немските писатели. Първият ѝ роман „Joe und das Mädchen auf der Lotosblume“ (Джо и момичето на лотосовото цвете) е издаден през 1957 г.
През 1959 г. се омъжва за писателя Зигфрид Питшман, с когото започват да пишат радиопиеси след като през 1960 г. се преместват в Хойерсверда. За пиесите си получават награда от Свободната германска конфедерация на профсъюзите.
През 1961 г. е издаден романа ѝ „Ankunft im Alltag“ (Пристигане в делника), който е на работническа тематика и се разглежда като лице на социалистическия реализъм. За него е удостоена с награда от Министерството на културата. На следващата година започва да пише най-известния си роман „Франциска Линкерханд“.
През 1964 г. се развежда с Зигфрид Питшман и се омъжва за Ханс Кершек, с когото има дългогодишна връзка по време на брака си с Питшман. Развеждат се през 1970 г.
След пътуване до Сибир с делегация като член на Централния съвет за свободна немска младеж, през 1965 г. е издаден пътеписа ѝ „Das grüne Licht der Steppen“ (Зелената светлина на степите). През същата година е удостоена от Германската академия на изкуствата с наградата “Хайнрих Ман“ за разказа си „Die Geschwister“ (Братята и сестрите).
В следващите години продължава да пише, включително сценарии за филми. Когато войски от държавите от Варшавския договор нахлуват в Чехословакия на 20 август 1968 г. като реакция на либерализацията по време на Пражката пролет, тя отказва да подпише декларацията от Източногерманската асоциация на писателите, одобряваща инвазията. В края на същата година се премества в Нойбранденбург.
През 1971 г. е диагностицирана с рак на гърдата и е оперирана няколко пъти. Омъжва се за лекаря Рудолф Бургасц. В този период активно работи по последния си роман „Франциска Линкерханд“, който остава незавършен в последната си глава.
Бригите Райман умира на 20 февруари 1973 г. в Източен Берлин. Погребана е в Бург.
След смъртта ѝ нейният редактор Валтер Леверен редактира романа „Франциска Линкерханд“ и той е публикуван през 1974 г. При редакцията от него са махнати пасажи, в киото има критика към социалистическия режим в ГДР. Пълното издание на романа излиза през 1998 г. Освен това са публикувани множество сборници с нейни писма и дневници. На нейно име е кръстена библиотеката в Бург.

## Произведения

### Самостоятелни романи и новели
- Joe und das Mädchen auf der Lotosblume (1957)
- Ankunft im Alltag (1961)
- Franziska Linkerhand (1962 – 1973, 1974, 1998)
Франциска Линкерханд, изд.: „Народна култура“, София (1977), прев. Елена Николова

### Разкази
- Der Tod der schönen Helena (1955)
- Die Frau am Pranger (1956)
- Kinder von Hellas (1956)
- Wenn die Stunde ist, zu sprechen... (1957)
- Das Geständnis (1960)
- Die Geschwister (1963) – награда ”Хайнрих Ман”

### Пиеси
- Sieben Scheffel Salz (1960) – с Зигфрид Питшман
- Ein Mann steht vor der Tür (1960) – с Зигфрид Питшман

### Документалистика
- Das grüne Licht der Steppen (1965) – пътепис за Сибир

Екранизации
- 1961 Die Frau am Pranger – ТВ пиеса
- 1969 Sonntag, den … – Briefe aus einer Stadt – ТВ филм
- 1981 Unser kurzes Leben – по романа „Франциска Линкерханд“
- 1990 Erster Verlust
- 2004 Hunger auf Leben – биографичен филм по нейните дневници